# شهرستان لمب (تگزاس)
شهرستان لمب، تگزاس (به انگلیسی: Lamb County, Texas) یک سکونتگاه مسکونی در ایالات متحده آمریکا است که در تگزاس واقع شده‌است.

## خصوصیات
شهرستان لمب ۲٬۶۳۶٫۶۲ کیلومترمربع مساحت دارد.